# Усадьба Н. Б. Шаховской
Усадьба Н. Б. Шаховской — здание-достопримечательность в Москве.

## Географическое расположение
Усадьба Н. Б. Шаховской находится по адресу: Центральный административный округ, Госпитальная площадь, дом 2, строение 1.

## История
В 1824 году по заказу купца А. Н. Матвеева главный дом построен по проекту архитектора О. И. Бове. В 1826 году началась роспись стен. В 1834 году случился пожар, тогда стены полностью расписаны.
Княгиня Н.Б. Шаховская, когда её муж, Дмитрий Фёдорович в 1863 году скончался, начала заниматься благотворительностью, помогала Фёдору Гаазу с пациентами. В 1864 году она создала общину "Утоли моя печали" на Покровской улице. В 1872 году благодаря  пожертвованиям была куплена территория  у П. Г. Волкова и община переместилась в Лефортово. Это владение Шаховская купила не случайно поскольку оно граничило с Военно-клиническим госпиталем.. Были построены лечебные корпусы. 14 октября 1903 года здесь построена и освящена церковь при больнице. В 1906 году Наталья Борисовна скончалась и усадьба названа в её имя.
После революции 1917 года на территории усадьбы создана 29-я городская больница. В 1990-е годы интерьер особняка реставрирован и спереди построен партер, сзади разбит сад.

## Архитектура
Архитектор — О. И. Бове. Здание выдержано в стиле позднего ампира. На южной части находился ионический портик и пилястры. Дом украшала лепнина из гипса на колоннах и фризе. Внутри особняка находился антресольный этаж.